# Randnummer

Oben: Verweis auf Randziffer;
Mitte rechts: Randziffer Nr. 41

Randnummer (Rn, RN; in der Rechtsliteratur auch Rdnr.), Randziffer (Rz., Rdz.) oder Randzahl (RdZ), auch Textziffer (Tz.), ist eine zumeist am rechten oder linken Rand eines Absatzes angeführte und hervorgehobene fortlaufende Zahl, die dazu dient, auf exakte Stellen im Text zu verweisen, um diese zitieren zu können. Die oben genannten Abkürzungen sind sowohl mit als auch ohne Punkt geläufig (z. B. Rn. statt Rn).
Randnummern kommen vor allem in umfangreicheren Werken vor und werden häufig in Rechtstexten genutzt. Im Gegensatz zu Seitenzahlen sind sie konzeptionell mit dem Inhalt verknüpft und hängen nicht von einer zufälligen formellen Textformatierung ab. Meist gibt es pro Seite mehrere Randnummern, so dass die inhaltliche Gliederung des Textes über diese feiner ist als über Seitenzahlen. Somit wird ein exakteres Zitieren ermöglicht, wobei die angegebene Fundstelle oft auch hinsichtlich der Folgeauflagen des Werkes stabil bleibt. Ein Bezug auf eine Randnummer kann dann z. B. wie folgt lauten: Mustermann, M.: Der Mustertext, in: Mustertexte für Musteranwendungen, München 2009, RN 27.
Oft werden Randnummern in Lehrbüchern, Gesetzeskommentaren, Verwaltungsvorschriften, gerichtlichen Entscheidungen und Skripten verwendet, aber auch in anderen vielgliedrigen Werken wie Niederschriften.
Im Inhaltsverzeichnis werden in der Regel die Randnummern und die Seitenzahlen aufgeführt, gegebenenfalls auch die Textgliederung mittels Paragraphen. Im Werk selbst werden fachliche Verweise meist nicht mittels Hinweis auf andere Kapitel oder Seiten, sondern mittels Randnummer getätigt. Diese internen Verweise müssen vom Autor bei Folgeauflagen, außer bei Komplettüberarbeitungen, in der Regel nicht angepasst werden. Werden neue Randnummern eingefügt, so erhalten diese einen kleinen Buchstaben, um die Nummerierung der übrigen Randnummern nicht anpassen zu müssen und somit auch bei Verweisen auf ältere Auflagen noch das Auffinden der entsprechenden Stelle zu ermöglichen.